# Barbara Risman
Barbara J. Risman (Lynn, 1956) è una sociologa, scrittrice e femminista statunitense.
Ha studiato alla Northwestern University di Evanston, nell'Illinois, dove si è laureata in sociologia nel 1976, e ha ottenuto il master nel 1978 e il dottorato nel 1983 nell'Università di Washington. Dal 1984 al 2005 è stata professore associata di sociologia nella North Carolina State University e dal 2006 dirige il dipartimento di sociologia della University of Illinois di Chicago. Femminista, si occupa di politiche sociali; oggetto di studi è stata la sua opera Gender Vertigo, sulla trasformazione della famiglia americana nel tempo, essendo la sua ricerca orientata verso la questione di gender e ruoli nella famiglia eterosessuale.

## Opere (parziali)
- Gender Vertigo: American Families in Transition, New Haven: Yale University Press 1998
- Families as They Really Are, W. W. Norton & Company, 2009
- (con Kristen Myers, Cynthia Anderson) Feminist Foundations: Toward Transforming Sociology,  Thousand Oaks, CA: Sage 1998
- (con Pepper Schwartz) Gender in Intimate Relations: A Microstructural Approach, Belmont, CA: Wadsworth 1989
- (con Shannon N. Davis) Dual-Earner Families, in I. Encyclopedia of Marriage and the Family, New York, Macmillan R. U. 2003
- Il genere come struttura sociale: teoria e attivismo a confronto - saggio presente Corpo e identità di gender, a cura di Paolo Terenzi, FrancoAngeli, 2006, ISBN 978-8846481306